# SMS S 60
S 60 – niemiecki niszczyciel z okresu I wojny światowej. Dwunasta jednostka typu S 49. Okręt wyposażony w trzy kotły parowe opalane ropą. Zapas paliwa 305 ton. Osadzony na płyciźnie w Scapa Flow. Zezłomowany w 1920 roku.